# Diletant
Diletant este o persoană care caută să realizeze ceva ca hobby fără să posede cunoștințe profesionale  fiind un amator, termenul provine din cuvântul italian dilettare delectare.

## Exemple
- Juristul Otto von Guericke demonstrează existența vidului.
- Teologul James Bradley descoperă aberația luminii
- Muzicianul Wilhelm Herschel devine în timpul său unul dintre cei mai importanți Astronomi
- Tipograful Benjamin Franklin descoperă paratrăsnetul
- Fabricantul de hârtie Montgolfier devine renumit în istoria balonului
- Politicianul  Graf Rumford are contribuții importante în calorimetrie
- Scriitorul și poetul Goethe descoperă procesul de metamorfoză la plante
- Ceasornicarul Beaumarchais compune o comedie scrisă în versuri, La folle journée ou Le mariage de Figaro, care îl vor inspira pe Lorenzo da Ponte să compună libretul operei buffa, Nunta lui Figaro
- Negustorul Heinrich Schliemann descoperă ruinele orașului Troia
- Consilierul parlamentar Pierre de Fermat, având studii de drept, este creator (precursor) al calculului diferențial, geometriei analitice și calculului probabilităților.

Azi, termenul este folosit cu un amestec de dispreț și ironie la adresa  acelora care efectuează de mântuială, superficial într-un mod neprofesional și cu multe greșeli obiectele propuse pentru realizare.